# 阿夫河
阿夫河（法語：Aff，法語發音：[af]）是法國的河流，位於該國西部布列塔尼大區，屬於烏斯特河的支流，河道全長66.8公里，發源自潘蓬，河口處在格莱纳克，河畔城鎮有盖尔。
47°43′1″N 2°7′38″W / 47.71694°N 2.12722°W